# Elecciones regionales de San Martín de 2018
Las elecciones regionales de San Martín de 2018 se llevaron a cabo el 7 de octubre de 2018 para elegir al gobernador regional, al vicegobernador regional y al Consejo Regional para el periodo 2019-2023. Se celebró simultáneamente con elecciones regionales y municipales (provinciales y distritales) en todo el Perú. La segunda vuelta regional se llevó a cabo el 9 de diciembre de 2018.
Durante la primera vuelta, los candidatos Walter Grundel Jiménez (Alianza para el Progreso) y Pedro Bogarín Vargas (Acción Regional) obtuvieron las dos primeras minorías y pasaron al balotaje. En este, Pedro Bogarín Vargas obtuvo el 50.68% de votos válidos y resultó electo como gobernador regional de San Martín.

## Sistema electoral
El Gobierno Regional de San Martín es el órgano administrativo y de gobierno del departamento de San Martín. Está compuesto por el gobernador regional, el vicegobernador regional y el Consejo Regional.
La votación se realiza en base al sufragio universal, que comprende a todos los ciudadanos nacionales mayores de dieciocho años, empadronados y residentes en el departamento de San Martín y en pleno goce de sus derechos políticos.
El gobernador y vicegobernador regional son elegidos por sufragio directo. Para que un candidato sea proclamado ganador debe obtener no menos de 30 % de votos válidos. En caso ningún candidato logre ese porcentaje en la primera vuelta electoral, los dos candidatos más votados participan en una segunda vuelta o balotaje. No hay reelección inmediata de gobernadores regionales.
El Consejo Regional de San Martín está compuesto por 15 consejeros elegidos por sufragio directo para un período de cuatro (4) años. La votación es por lista cerrada y bloqueada. Cada provincia del departamento de San Martín constituye una circunscripción electoral. La votación es por lista cerrada y bloqueada. Se asigna a la lista ganadora los escaños según el método d'Hondt. La distribución y el número de consejeros regionales es la siguiente:
| Circunscripción                                                     | Escaños | Mapa |
| ------------------------------------------------------------------- | ------- | ---- |
| San Martín(+2)                                                      | 3       |      |
| Lamas, Moyobamba(+1) y Rioja                                        | 2       |      |
| Bellavista, El Dorado, Huallaga, Mariscal Cáceres, Picota y Tocache | 1       |      |

## Composición del Consejo Regional de San Martín
La siguiente tabla muestra la composición del Consejo Regional de San Martín antes de las elecciones.
| Partidos | Partidos                 | Consejeros |
| -------- | ------------------------ | ---------- |
|          | Nueva Amazonía           | 3          |
|          | Alianza para el Progreso | 2          |
|          | Acción Popular           | 2          |
|          | Fuerza Popular           | 2          |
|          | Fuerza Comunal           | 2          |
|          | Partido Aprista Peruano  | 1          |

## Partidos y candidatos
A continuación se muestra una lista de los principales partidos y alianzas electorales que participaron en las elecciones:
| Candidatura | Candidatura | Partidos y alianzas                    | Candidato | Candidato                      | Ideología                                                          | Resultado previo | Resultado previo | Ref. |
| Candidatura | Candidatura | Partidos y alianzas                    | Candidato | Candidato                      | Ideología                                                          | Votos (%)        | Con.             | Ref. |
| ----------- | ----------- | -------------------------------------- | --------- | ------------------------------ | ------------------------------------------------------------------ | ---------------- | ---------------- | ---- |
|             | APRA        | Lista - Partido Aprista Peruano (APRA) |           | Mardonio del Castillo Reátegui | Aprismo                                                            | 20.13%           | 1                |      |
|             | FP          | Lista - Fuerza Popular (FP)            |           | Máximo Cabrera Cabrera         | Fujimorismo Conservadurismo social Populismo de derecha            | 15.87%           | 2                |      |
|             | AP          | Lista - Acción Popular (AP)            |           | Manuel Aguilar Zamora          | Partido atrapalotodo                                               | 15.42%           | 2                |      |
|             | APP         | Lista - Alianza para el Progreso (APP) |           | Walter Grundel Jiménez         | Liberalismo económico Conservadurismo liberal Populismo de derecha | 15.26%           | 2                |      |
|             | NA          | Lista - Nueva Amazonía (NA)            |           | César Rengifo Ruiz             | Regionalismo sanmartinense                                         | 14.64%           | 3                |      |
|             | AR          | Lista - Acción Regional (AR)           |           | Pedro Bogarín Vargas           | Regionalismo sanmartinense                                         | 5.35%            | 0                |      |
|             | MAS         | Lista - MAS San Martín (MAS)           |           | Rolando Reátegui Lozano        | Regionalismo sanmartinense                                         | 2.78%            | 0                |      |
|             | UPP         | Lista - Unión por el Perú (UPP)        |           | Fernando Grández Veintemilla   | Etnocacerismo Nacionalismo de izquierda Ultranacionalismo          | Nuevo            | Nuevo            |      |
|             | FA          | Lista - Frente Amplio (FA)             |           | Alberto Alvarado Torrejón      | Socialismo Ecologismo Descentralización                            | Nuevo            | Nuevo            |      |
|             | VP          | Lista - Vamos Perú (VP)                |           | Luis Neira León                | Populismo Socialdemocracia                                         | Nuevo            | Nuevo            |      |

## Sondeos de opinión
La siguiente tabla enumera las estimaciones de la intención de voto en orden cronológico inverso, mostrando las más recientes primero y utilizando las fechas en las que se realizó el trabajo de campo de la encuesta. Cuando se desconocen las fechas del trabajo de campo, se proporciona la fecha de publicación.
Leyenda:
     Sondeo realizado en el periodo de prohibición legal de la difusión de sondeos de intención de voto.

### Primera vuelta

#### Intención de voto
La siguiente tabla enumera las estimaciones ponderadas (sin incluir votos en blanco y nulos) de la intención de voto.
| Encuestadora/Medio            | Fecha      | Muestra | Walter Grundel | Pedro Bogarín | Manuel Aguilar | César Rengifo | Luis Neira | Germán Altamir. | Mardonio del Casti. | Dif. |  |  |  |  |
| ----------------------------- | ---------- | ------- | -------------- | ------------- | -------------- | ------------- | ---------- | --------------- | ------------------- | ---- |  |  |  |  |
| Encuestadora/Medio            | Fecha      | Muestra |                |               |                |               |            |                 |                     |      |  |  |  |  |
| Elecciones regionales de 2018 | 7 oct 2018 | —       | 28.6           | 21.0          | 16.1           | 11.1          | 7.3        | 5.9             | 3.9                 | 7.6  |  |  |  |  |
|                               |            |         |                |               |                |               |            |                 |                     |      |  |  |  |  |
| Ipsos Perú/América            | 7 oct 2018 | ?       | 28.0           | 27.2          | 15.0           | 10.6          | –          | –               | –                   | 0.8  |  |  |  |  |
| Datum Internacional/Latina    | 7 oct 2018 | ?       | 32.8           | 22.1          | 14.9           | 14.2          | 13.5       | –               | –                   | 10.7 |  |  |  |  |
| Ipsos Perú/América            | 7 oct 2018 | ?       | 25.6           | 19.8          | 20.1           | 12.4          | –          | –               | –                   | 5.5  |  |  |  |  |
| Datum Internacional/Latina    | 7 oct 2018 | ?       | 28.6           | 22.7          | 14.0           | 12.6          | 5.0        | 4.5             | 6.0                 | 5.9  |  |  |  |  |

## Resultados

### Gobierno Regional de San Martín
| Candidatos           | Candidatos                     | Partidos y coaliciones         | Primera vuelta 7 oct 2018 | Primera vuelta 7 oct 2018 | Balotaje 9 dic 2018 | Balotaje 9 dic 2018 |  |
| Candidatos           | Candidatos                     | Partidos y coaliciones         | Votos                     | %                         | Votos               | %                   |  |
| -------------------- | ------------------------------ | ------------------------------ | ------------------------- | ------------------------- | ------------------- | ------------------- |  |
|                      | Pedro Bogarín Vargas           | Acción Regional (AR)           | 79,060                    | 21.04                     | 190,831             | 50.68               |  |
|                      | Walter Grundel Jiménez         | Alianza para el Progreso (APP) | 107,364                   | 28.57                     | 185,677             | 49.32               |  |
|                      | Manuel Aguilar Zamora          | Acción Popular (AP)            | 60,406                    | 16.07                     |                     |                     |  |
|                      | César Rengifo Ruiz             | Nueva Amazonía (NA)            | 41,886                    | 11.15                     |                     |                     |  |
|                      | Luis Neira León                | Vamos Perú (VP)                | 27,273                    | 7.26                      |                     |                     |  |
|                      | Máximo Cabrera Cabrera         | Fuerza Popular (FP)            | 22,243                    | 5.92                      |                     |                     |  |
|                      | Mardonio del Castillo Reátegui | Partido Aprista Peruano (APRA) | 14,516                    | 3.86                      |                     |                     |  |
|                      | Rolando Reátegui Lozano        | MAS San Martín (MAS)           | 12,002                    | 3.19                      |                     |                     |  |
|                      | Fernando Grández Veintemilla   | Unión por el Perú (UPP)        | 8,570                     | 2.28                      |                     |                     |  |
|                      | Alberto Alvarado Torrejón      | Frente Amplio (FA)             | 2,467                     | 0.66                      |                     |                     |  |
|                      |                                |                                |                           |                           |                     |                     |  |
| Total                | Total                          | Total                          | 375,787                   |                           | 376,508             |                     |  |
|                      |                                |                                |                           |                           |                     |                     |  |
| Votos válidos        | Votos válidos                  | Votos válidos                  | 375,787                   | 79.39                     | 376,508             | 90.24               |  |
| Votos en blanco      | Votos en blanco                | Votos en blanco                | 56,661                    | 11.97                     | 11,483              | 2.75                |  |
| Votos nulos          | Votos nulos                    | Votos nulos                    | 40,924                    | 8.65                      | 29,253              | 7.01                |  |
| Votos emitidos       | Votos emitidos                 | Votos emitidos                 | 473,372                   | 77.59                     | 417,244             | 68.39               |  |
| Abstenciones         | Abstenciones                   | Abstenciones                   | 136,725                   | 22.41                     | 192,853             | 31.61               |  |
| Votantes registrados | Votantes registrados           | Votantes registrados           | 610,097                   |                           | 610,097             |                     |  |
|                      |                                |                                |                           |                           |                     |                     |  |
| Fuente:              |                                |                                |                           |                           |                     |                     |  |

### Consejo Regional de San Martín
|                        |                                |              |              |              |         |         |  |
| Partidos y coaliciones | Partidos y coaliciones         | Voto popular | Voto popular | Voto popular | Escaños | Escaños |  |
| Partidos y coaliciones | Partidos y coaliciones         | Votos        | %            | ±pp          | Total   | +/−     |  |
|                        | Alianza para el Progreso (APP) | 91,638       | 25.93        | +8.56        | 6       | +4      |  |
|                        | Acción Regional (AR)           | 65,180       | 18.44        | +12.07       | 4       | +4      |  |
|                        | Acción Popular (AP)            | 58,483       | 16.55        | +2.12        | 3       | +1      |  |
|                        | Nueva Amazonía (NA)            | 45,320       | 12.82        | –3.12        | 0       | –3      |  |
|                        | Vamos Perú (VP)                | 29,028       | 8.21         | Nuevo        | 2       | +2      |  |
|                        | Fuerza Popular (FP)            | 24,669       | 6.98         | –9.20        | 0       | –2      |  |
|                        | Partido Aprista Peruano (APRA) | 13,235       | 3.74         | –10.64       | 0       | –1      |  |
|                        | MAS San Martín (MAS)           | 12,742       | 3.61         | +0.13        | 0       | ±0      |  |
|                        | Unión por el Perú (UPP)        | 10,177       | 2.88         | n/a          | 0       | ±0      |  |
|                        | Frente Amplio (FA)             | 2,938        | 0.83         | Nuevo        | 0       | ±0      |  |
|                        |                                |              |              |              |         |         |  |
| Total                  | Total                          | 353,410      |              |              | 15      | +3      |  |
|                        |                                |              |              |              |         |         |  |
| Votos válidos          | Votos válidos                  | 353,410      | 74.66        | –4.09        |         |         |  |
| Votos en blanco        | Votos en blanco                | 80,045       | 16.91        | +5.06        |         |         |  |
| Votos nulos            | Votos nulos                    | 39,917       | 8.43         | –0.97        |         |         |  |
| Votos emitidos         | Votos emitidos                 | 473,372      | 77.59        | –5.04        |         |         |  |
| Abstenciones           | Abstenciones                   | 136,725      | 22.41        | +5.04        |         |         |  |
| Votantes registrados   | Votantes registrados           | 610,097      |              |              |         |         |  |
|                        |                                |              |              |              |         |         |  |
| Fuente:                |                                |              |              |              |         |         |  |

#### Resultados por provincia
| Provincia        | APP        | APP | AR   | AR   | AP   | AP   | NA   | NA   | VP   | VP  | FP   | FP  | APRA | APRA | MAS | MAS | UPP | UPP | FA  | FA  |   |
| Provincia        | %          | E   | %    | E    | %    | E    | %    | E    | %    | E   | %    | E   | %    | E    | %   | E   | %   | E   | %   | E   |   |
| ---------------- | ---------- | --- | ---- | ---- | ---- | ---- | ---- | ---- | ---- | --- | ---- | --- | ---- | ---- | --- | --- | --- | --- | --- | --- | - |
| Provincia        | Bellavista | 9.1 | –    | 27.6 | –    | 28.2 | 1    | 13.7 | –    | 2.9 | –    | 6.6 | –    | 0.5  | –   | 2.6 | –   | 8.4 | –   | 0.2 | – |
| El Dorado        | 14.3       | –   | 13.3 | –    | 16.1 | –    | 18.5 | –    | 23.2 | 1   | 7.7  | –   | 2.8  | –    | 3.7 | –   |     |     | 0.4 | –   |   |
| Huallaga         | 16.8       | –   | 2.8  | –    | 19.5 | –    | 3.9  | –    | 40.8 | 1   | 6.9  | –   | 0.3  | –    | 0.9 | –   | 8.0 | –   | 0.2 | –   |   |
| Lamas            | 40.2       | 1   | 25.4 | 1    | 5.0  | –    | 15.5 | –    | 3.3  | –   | 2.9  | –   | 0.8  | –    | 5.2 | –   | 1.0 | –   | 0.6 | –   |   |
| Mariscal Cáceres | 29.6       | 1   | 24.0 | –    | 13.4 | –    | 8.1  | –    | 3.8  | –   | 11.3 | –   | 2.5  | –    | 4.0 | –   | 2.4 | –   | 1.0 | –   |   |
| Moyobamba        | 16.0       | –   | 34.9 | 2    | 12.0 | –    | 7.3  | –    | 9.7  | –   | 2.1  | –   | 10.1 | –    | 4.6 | –   | 2.2 | –   | 1.2 | –   |   |
| Picota           | 28.0       | 1   | 10.9 | –    | 10.5 | –    | 23.2 | –    | 2.1  | –   | 13.7 | –   | 10.4 | –    | 0.9 | –   | 0.1 | –   | 0.1 | –   |   |
| Rioja            | 28.4       | 1   | 12.8 | –    | 18.6 | 1    | 15.3 | –    | 8.0  | –   | 6.4  | –   | 3.2  | –    | 3.1 | –   | 2.8 | –   | 1.3 | –   |   |
| San Martín       | 35.3       | 2   | 6.2  | –    | 25.6 | 1    | 10.3 | –    | 7.0  | –   | 5.7  | –   | 2.9  | –    | 4.8 | –   | 1.7 | –   | 0.6 | –   |   |
| Tocache          | 16.9       | –   | 28.8 | 1    | 5.4  | –    | 18.4 | –    | 3.6  | –   | 16.2 | –   | 0.9  | –    | 1.4 | –   | 6.7 | –   | 1.8 | –   |   |
| Total            | 25.9       | 6   | 18.4 | 4    | 16.5 | 3    | 12.8 | –    | 8.2  | 2   | 7.0  | –   | 3.7  | –    | 3.6 | –   | 2.9 | –   | 0.8 | –   |   |

### Autoridades electas
| Cargo                                                   | Autoridad electa | Autoridad electa         | Partido | Partido                  |
| ------------------------------------------------------- | ---------------- | ------------------------ | ------- | ------------------------ |
| Gobernador Regional de San Martín                       |                  | Pedro Bogarín Vargas     |         | Acción Regional          |
| Vicegobernadora Regional de San Martín                  |                  | Nohemí Aguilar Puerta    |         | Acción Regional          |
| Consejero Regional de San Martín (por Bellavista)       |                  | Aníbal Medina Bustamante |         | Acción Popular           |
| Consejera Regional de San Martín (por El Dorado)        |                  | Carmela Noriega Reátegui |         | Vamos Perú               |
| Consejera Regional de San Martín (por Huallaga)         |                  | Áurea Vargas Tuanama     |         | Vamos Perú               |
| Consejero Regional de San Martín (por Lamas)            |                  | Willer Ramírez Chomba    |         | Alianza para el Progreso |
| Consejera Regional de San Martín (por Lamas)            |                  | Kemsper Valera Ríos      |         | Acción Regional          |
| Consejero Regional de San Martín (por Mariscal Cáceres) |                  | Luis Alván Peña          |         | Alianza para el Progreso |
| Consejera Regional de San Martín (por Moyobamba)        |                  | Rita Córdova Tulumba     |         | Acción Regional          |
| Consejero Regional de San Martín (por Moyobamba)        |                  | Henry Adán Allui         |         | Acción Regional          |
| Consejero Regional de San Martín (por Picota)           |                  | Pedro García Ushñahua    |         | Alianza para el Progreso |
| Consejero Regional de San Martín (por Rioja)            |                  | Fidelito Salas Vásquez   |         | Alianza para el Progreso |
| Consejero Regional de San Martín (por Rioja)            |                  | Fredy Machado Ruiz       |         | Acción Popular           |
| Consejero Regional de San Martín (por San Martín)       |                  | Jorge Corso Reátegui     |         | Alianza para el Progreso |
| Consejero Regional de San Martín (por San Martín)       |                  | Walter Jorge Mesia       |         | Alianza para el Progreso |
| Consejera Regional de San Martín (por San Martín)       |                  | Elia Córdova Calle       |         | Acción Popular           |
| Consejero Regional de San Martín (por Tocache)          |                  | Luis Aliaga Rojas        |         | Acción Regional          |